# DS-U3-IK Nº 5
O DS-U3-IK Nº 5, que se o seu lançamento estivesse ocorrido com êxito seria denominado de Interkosmos 14 (Интеркосмос 14 em russo), foi um satélite artificial soviético lançado em 03 de junho de 1975 por meio de um foguete Kosmos-3M a partir da base de Kapustin Yar. O satélite foi perdido após o primeiro estágio do veículo lançador falhar aos 84 segundos de voo.